# جرنی اسمالت
جـِرنی اسمالت-بل (انگلیسی: Jurnee Smollett-Bell؛ زادهٔ ۱ اکتبر ۱۹۸۶) بازیگر اهل ایالات متحده آمریکا است. وی از سال ۱۹۹۱ میلادی تاکنون مشغول فعالیت بوده‌است.
او یک مرتبه در سال ۲۰۰۸ میلادی نامزدِ دریافتِ جایزهٔ برگزیده نوجوانان و دو مرتبه در سال های ۱۹۹۵ و ۱۹۹۸ میلادی، نامزدِ دریافتِ جایزه هنرمند جوان بوده است.

## گزیدهٔ نقش‌آفرینی‌ها

### سینما
- جک (۱۹۹۶)
- جویبار ایو (۱۹۹۷)
- جو زیبا (۲۰۰۰)
- رول بانس (۲۰۰۵)
- مناظره‌کنندگان بزرگ (۲۰۰۷)
- دست‌های سنگی (۲۰۱۶)
- پرندگان شکاری (۲۰۲۰)
- اسپایدرهد (۲۰۲۲)

### تلویزیون
- بخش فوریت‌های پزشکی (۲۰۰۲)
- دکتر هاوس (۲۰۰۶)
- آناتومی گری (۲۰۰۸)
- از آسیب رساندن بپرهیز (۲۰۱۳)
- خون حقیقی (۲۰۱۴–۲۰۱۳)